# Niccolò Micone
Niccolò Micone (Genova, 1650 – 1730) è stato un pittore italiano, noto anche come lo Zoppo.

## Biografia[2]
Pittore genovese, fu conosciuto con il soprannome lo Zoppo, studiò presso l'olandese Pieter Mulier, altrimenti noto come il Tempesta. Si rifece all'arte di Carlo Antonio Tavella, divenendone il più apprezzato discepolo ed imitatore dello stile. Morì nel 1730, 8 anni prima del suo ispiratore, il Tavella.